# Ogosta
Ogosta (bulharsky Огоста) je řeka v severozápadním Bulharsku (Montanská oblast a Vracká oblast). Je 141 km dlouhá. Povodí má rozlohu
3 157 km².

## Průběh toku
Pramení na západě pohoří Stara Planina v části Čiprovska Planina nedaleko hranice se Srbskem. Pod městem Montana protéká kopcovitou krajinou. Ústí zprava do Dunaje.

## Vodní režim
Průměrný průtok vody na dolním toku činí 18 m³/s.

## Využití
Voda se využívá na zavlažování. Na řece byly vybudovány vodní elektrárny. Vodní doprava není možná.